# Bergbahnen Andelsbuch

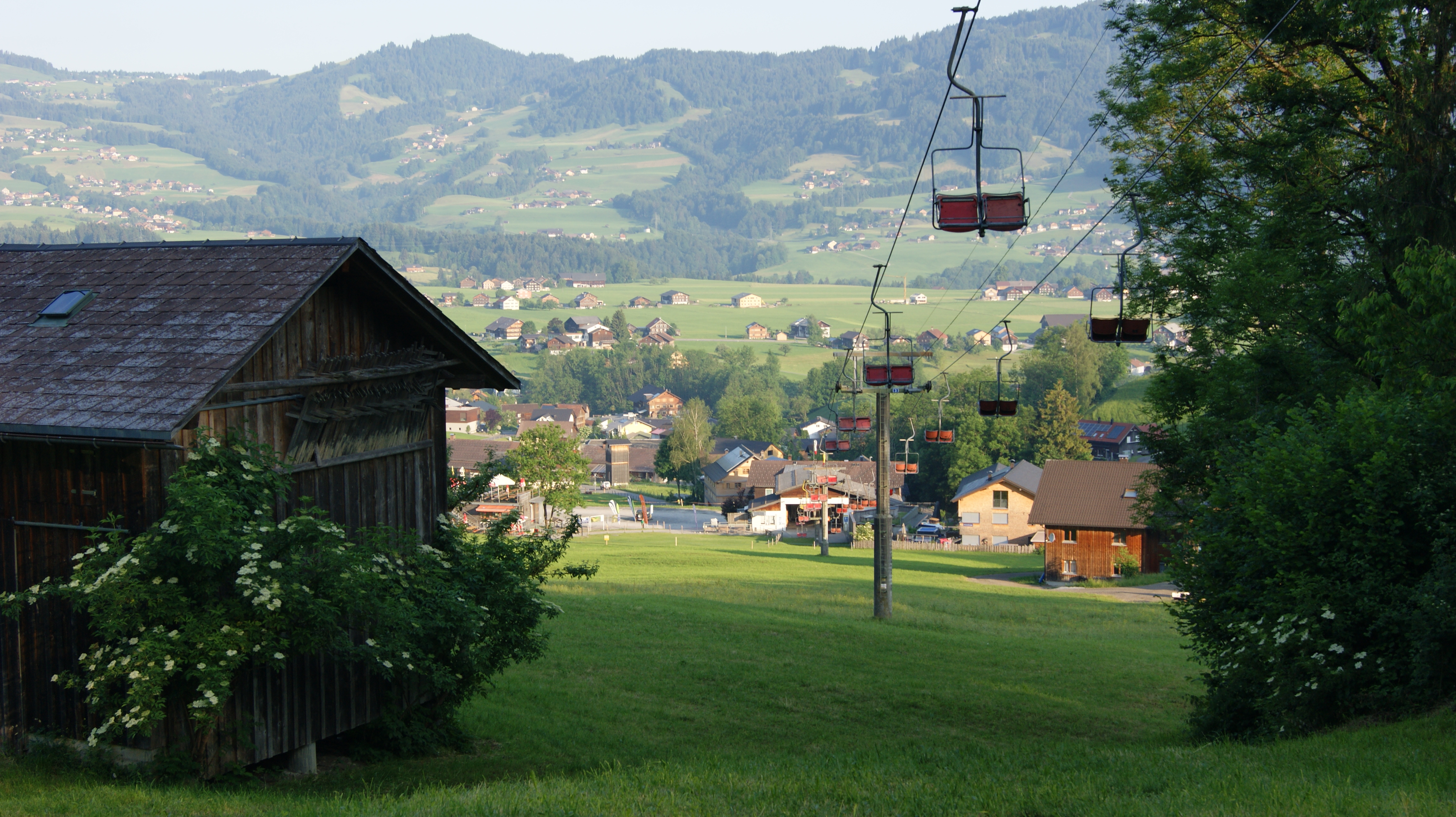
Talstation der ersten Sektion auf ca. 658 m.ü.A.

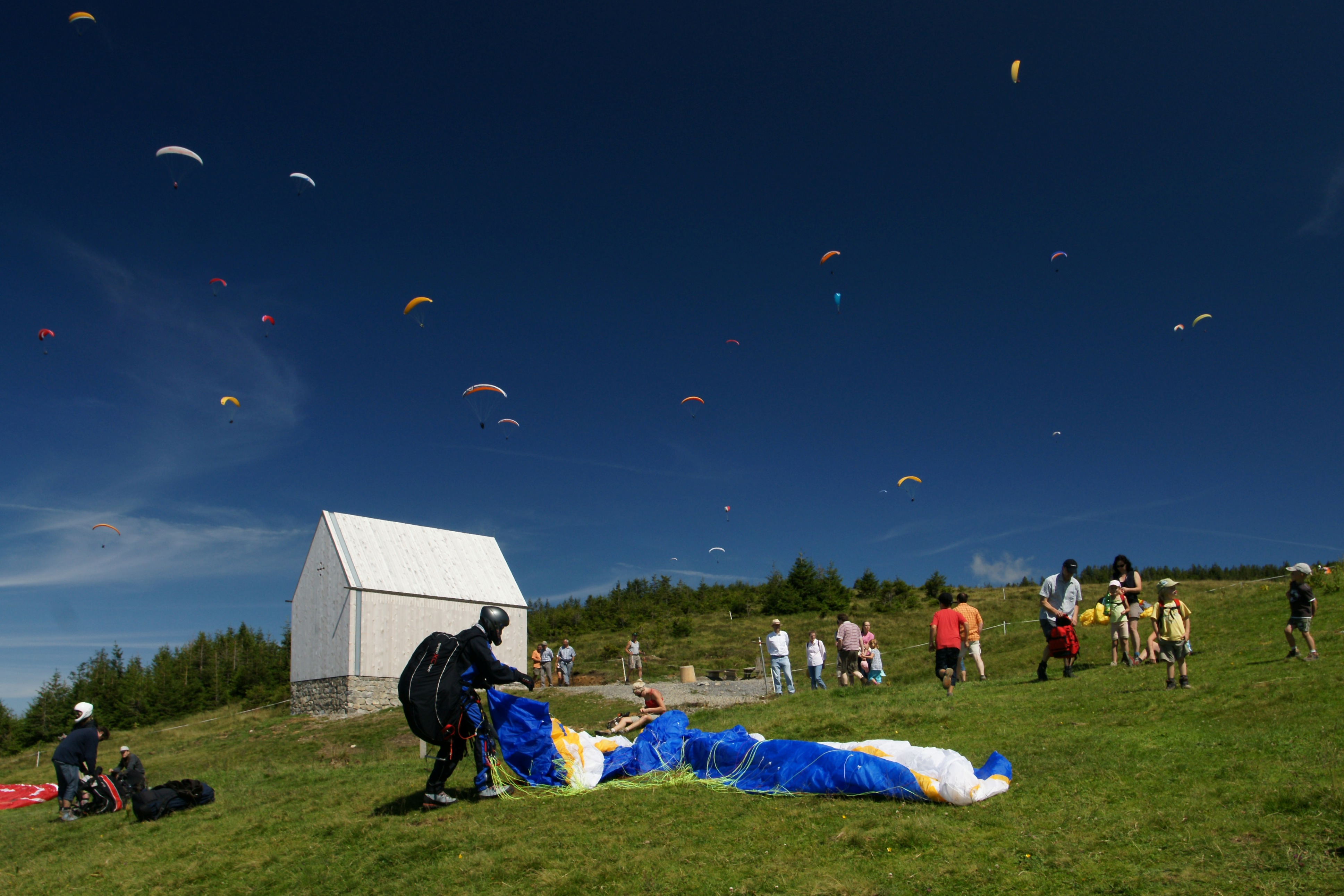
Paragliding in Andelsbuch.

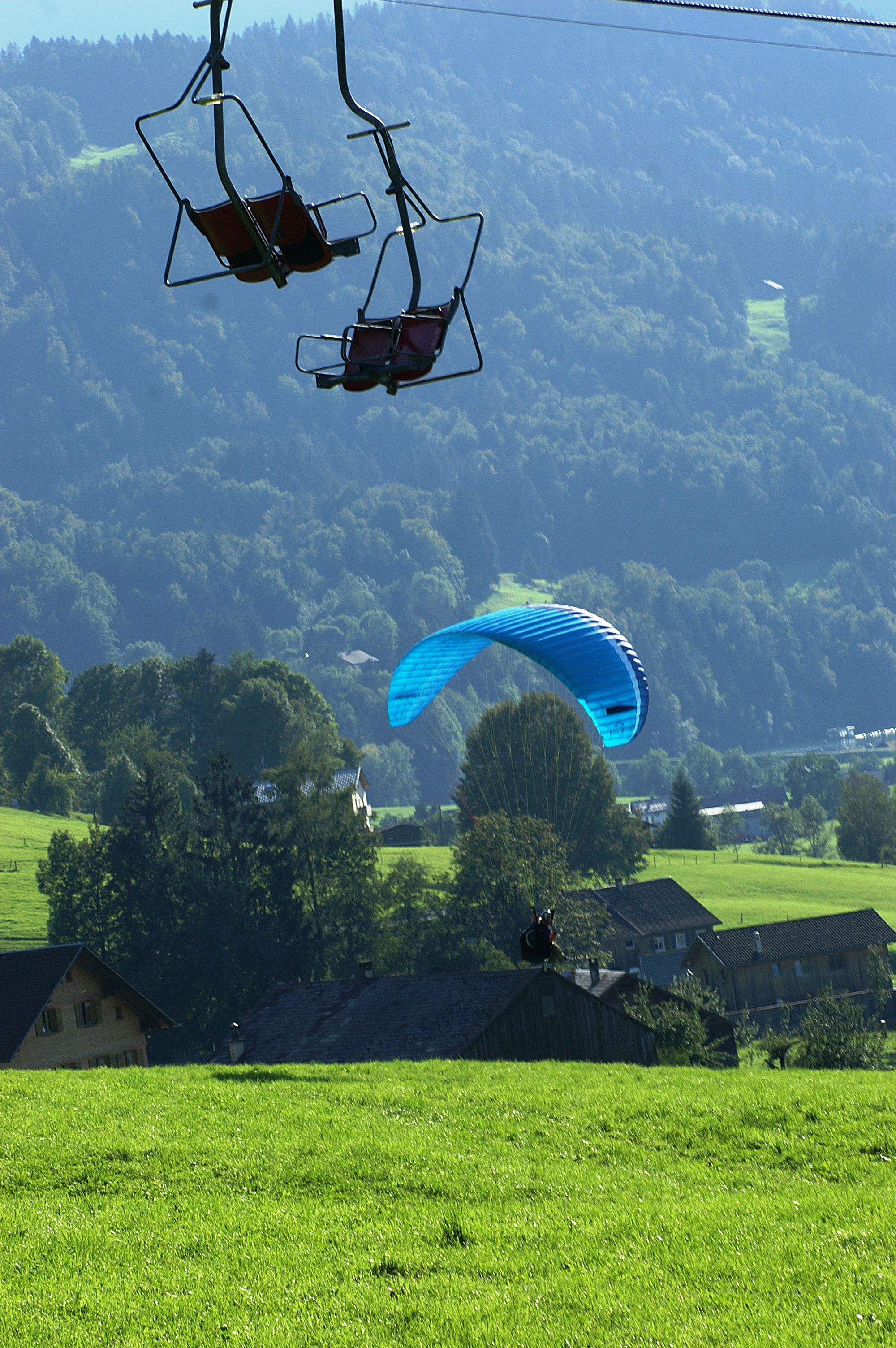
Paragliding in Andelsbuch (Talstation 1. Sektion).

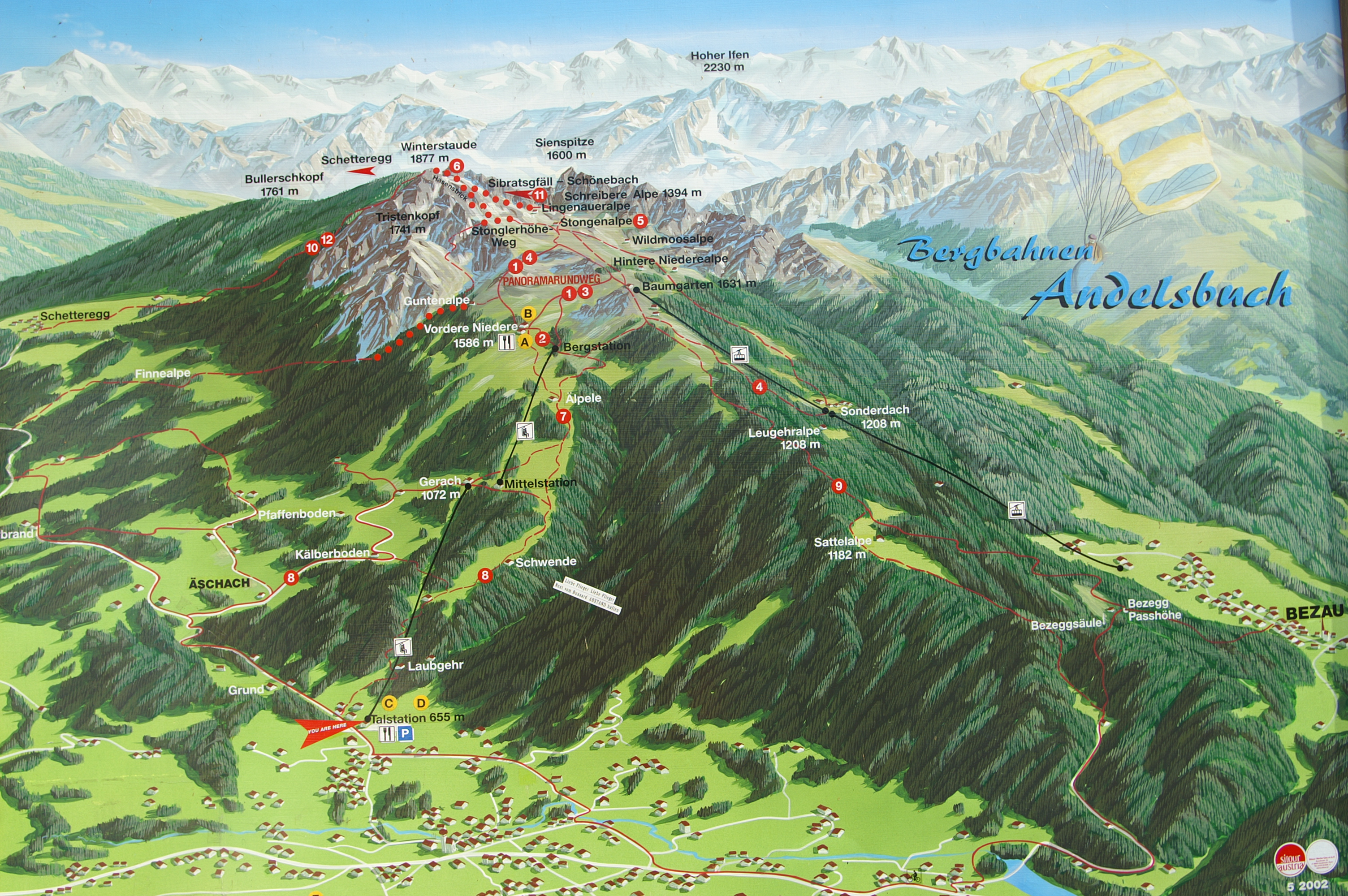
Panorama Bergbahnen Andelsbuch.

Die Bergbahnen Andelsbuch nutzten, wie auch die Bezauer Seilbahn von der anderen Seite, den Bergrücken Niedere zwischen den Gemeinden Bezau und Andelsbuch als Zielpunkt für die Aufstiegshilfen. Aufgrund der stabilen Thermik am Bergrücken „Niedere“ wurden anteilsmäßig besonders viele Paragleiter zum Startplatz Niedere befördert.
Mit Stand Anfang August 2023 hatten die Bergbahnen Andelsbuch zehn ganzjährig Beschäftigte. Verantwortlich für die Bahnen bzw. Geschäftsführer war seit 1988 Bernhard Kleber, Bürgermeister von Andelsbuch.
Seit dem 12. August 2023 ist der Betrieb der Andelsbucher Bergbahnen bis auf Weiteres eingestellt, seit Sommer 2024 werden die beiden Sessellifte abgerissen und bis auf Weiteres nicht ersetzt.

## Geschichte
Die Seilbahnanlagen in Andelsbuch-Gerach wurden 1969 bis 1971 wesentlich auf die Initiative des Baumeisters Guntram Moosbrugger errichtet. Zuerst wurde die untere Sektion gebaut und, nachdem sich zeigte, dass die Schneelage dort unzureichend war, die obere. Guntram Moosbrugger war auch bis 1986 Leiter der Bergbahnen Andelsbuch (früher: Andelsbucher Großlifte Gerach-Niedere). 1986 wurden die Bergbahnen Andelsbuch von der Gemeinde Andelsbuch, dem Land Vorarlberg und einigen Gesellschaftern übernommen.
Seit einem Unfall mit Todesfolge am 12. August 2023 ruhte der Betrieb der Andelsbucher Bergbahnen vorzeitig. Die aktuelle Betriebsgenehmigung für die Sessellifte war ohnehin zum Ende der Sommersaison 2023 ausgelaufen. Eine dann erforderliche, sehr teure Modernisierung der 52 Jahre alten und an der Verschleißgrenze angelangten Anlage kam nicht mehr in Frage. Nur mit neuen Anlagen, die mehr als 10 Millionen Euro kosten würden, würde es wieder Aufstiegshilfen von Andelsbuch auf die Niedere geben. Es wurde an der Finanzierung eines Neubaus der Sessellifte gearbeitet, eine Lösung ist aber 2024 nicht in Sicht. Die drei Schlepplifte auf der Niedere werden von den Bergbahnen Bezau übernommen, die Beförderung aus dem Tal dort hinauf erfolgt nun ausschließlich von Bezau aus.

## Technische Daten
Die Bergbahnen Andelsbuch betrieben im Winterbetrieb zwei Doppelsessellifte und fünf Schlepplifte und die Doppelsessellifte auch im Sommerbetrieb. Der maximale Höhenunterschied betrug 1046 m, die Beförderungskapazität betrug in Summe 6383 Personen/Stunde.

### Winterbetrieb
Es wurden Skiabfahrten mit einer Länge von etwa 8 km bereitgestellt (6 Abfahrten, 1 Skiweg sowie 4 markierte Skirouten).

### Sommerbetrieb
Es gibt zahlreiche leichte bis anspruchsvolle Wandermöglichkeiten. Ab der ehemaligen Bergstation des Doppelsesselliftes Andelsbuch – Gerach (1. Sektion) beginnt ein alpgeschichtlicher Lehrpfad, welcher der Information zum Alpgebiet Niedere-Winterstaude dient und von Werner Vogt initiiert wurde. Der Sommerbetrieb lief über weniger Wochenstunden als der Winterbetrieb.

### Übersicht
| Lifttyp | Skigebiet           | Förderlänge (m) | Förderhöhe (m) | Förderleistung (P/h) | Transport- kapazität |
| ------- | ------------------- | --------------- | -------------- | -------------------- | -------------------- |
| DSL     | Gerach-Niedere I    | 1720            | 473            | 900                  | 425.700              |
| DSL     | Gerach-Niedere II   | 1167            | 431            | 720                  | 310.320              |
| SCHLH   | Breitfeld           | 625             | 225            | 1028                 | 231.300              |
| SCHLN   | Grossmoos           | 142             | 24             | 690                  | 16.560               |
| SCHLH   | Niederekopf         | 155             | 47             | 645                  | 30.315               |
| SCHLH   | Niederemulde L (II) | 630             | 142            | 1200                 | 170.400              |
| SCHLH   | Niederemulde R (I)  | 630             | 142            | 1200                 | 170.400              |
|         | Gesamt              | 5069            | 1484           | 6383                 | 1.354.995            |

### Sessellifte
| Name                                         | Gerach-Niedere I          | Gerach-Niedere II         |
| -------------------------------------------- | ------------------------- | ------------------------- |
| Hersteller                                   | Steurer, Doren            | Steurer, Doren            |
| Baujahr                                      | 1971                      | 1972                      |
| Seilhöhe in der Talstation                   | 655 m ü. A.               | 1115 m ü. A.              |
| Seilhöhe in der Bergstation                  | 1128 m ü. A.              | 1546 m ü. A.              |
| Höhenunterschied                             | 473 m                     | 431 m                     |
| Betriebslänge (waagrechte Länge)             | 1720 m                    | 1167 m                    |
| Stützen                                      | 23                        | 11                        |
| Spanneinrichtung                             | Talstation (Spanngewicht) | Talstation (Spanngewicht) |
| Antriebsstation                              | Talstation                | Bergstation               |
| mittlere Neigung                             | 28,8 %                    | 40,8 %                    |
| größte Neigung                               | 70,4 %                    | 86,4 %                    |
| Fahrbetriebsmittel                           | Sessel                    | Sessel                    |
| Fassungsvermögen Fahrbetriebsmittel          | 2 Personen                | 2 Personen                |
| Nennfahrgeschwindigkeit                      | 2,5 m/s                   | 2,0 m/s                   |
| Fahrtrichtung                                | gegen den Uhrzeigersinn   | im Uhrzeigersinn          |
| Fahrtzeit                                    | ca. 11,2 Minuten          | ca. 9,7 Minuten           |
| größte Förderleistung je Stunde und Richtung | 900 Personen              | 720 Personen              |

### Schlepplifte
| Name                                         | Breitfeld                        | Niederekopf                | Niederemulde I und II identische Doppelanlage |
| -------------------------------------------- | -------------------------------- | -------------------------- | --------------------------------------------- |
| Hersteller                                   | Steurer, Doren                   | Steurer, Doren             | Steurer, Doren                                |
| Baujahr                                      | 1973                             | 1972                       | 1972                                          |
| Seilhöhe in der Talstation                   | 1352 m ü. A.                     | 1668 m ü. A.               | 1531 m ü. A.                                  |
| Seilhöhe in der Bergstation                  | 1577 m ü. A.                     | 1715 m ü. A.               | 1673 m ü. A.                                  |
| Höhenunterschied                             | 225 m                            | 047 m                      | 142 m                                         |
| Betriebslänge (waagrechte Länge)             | 625 m                            | 155 m                      | 630 m                                         |
| Förderseildurchmesser                        | 19 mm                            |                            |                                               |
| Spanneinrichtung                             | Talstation (Spanngewicht)        | Bergstation (Spanngewicht) | Bergstationen (Spanngewichte)                 |
| Antriebsstation                              | Bergstation                      | Talstation                 | Talstationen                                  |
| Fahrbetriebsmittel                           | 70 Schleppliftbügel (Doppelmayr) | Doppelmayr                 | Doppelmayr                                    |
| Fassungsvermögen Fahrbetriebsmittel          | 2 Personen                       | 1 Person                   | 2 Personen                                    |
| Fahrtrichtung                                | im Uhrzeigersinn                 | gegen Uhrzeigersinn        | einmal im und einmal gegen den Uhrzeigersinn  |
| größte Förderleistung je Stunde (1 Richtung) | 1028 Personen                    | 645 Personen               | 1200 Personen pro Anlage 2400 Personen gesamt |

## Vorfälle
Am Doppelsessellift Gerach-Niedere II, der oberen Sektion, kam es zu zwei Vorfällen.
- Am 3. Jänner 2015 sprang das Förderseil bei starkem, böigem Wind an einer Stütze aus der Seilrollenführung. Der Lift stoppte selbsttätig. Binnen 2 Stunden waren die 9 Fahrgäste, die bei winterlichen Bedingungen in den Sesseln ausharrten, von Bergrettern abgeseilt.[10]
- Am 12. August 2023 rutschte ein Doppelsessel bei der Talfahrt auf dem Tragseil abwärts und prallte gegen den davor befindlichen Sessel. Ein auf dem abgleitenden Sessel sitzender Mann rutschte beim Aufprall unter dem Sicherheitsbügel hindurch, fiel aus 4 m Höhe auf einen Wiesenhang, wurde schwer verletzt und starb zwei Wochen danach im Krankenhaus.[11][12] Die Staatsanwaltschaft stellte das dazu eingeleitete Ermittlungsverfahren 2024 ein.[3]